# 卢嘉锡
卢嘉锡（1915年10月26日—2001年6月4日），原籍台灣安平，中华人民共和国化学家及政治人物，原副国级领导人。

## 生平
盧家世居台灣安平米街（今台南市中西區新美街），生於福建思明（今厦门市思明區）。父親是漢學先生（教蒙塾的老師），日本殖民台湾後實施住民去就決定日，全家便離開台灣搬到福建，並居住在思明（今廈門市思明區），因「台湾人在大陆被人看不起」而對外宣稱是福建龍溪人，盧去讀書以后，又根據自己出生在廈門，對外說自己是福建厦門人，直到改革開放后才敢對外自稱是台灣人。

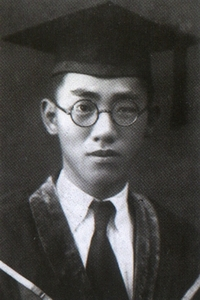
卢嘉锡1934年毕业照

1927年，考入厦门私立大同中学。1934年毕业于厦门大学化学系，1939年获英国伦敦大学學院 (UCL)博士学位后赴美国加州理工学院工作学习。1944年在马里兰研究室参加美国国防研究工作。1945年返回中国，在厦门大学任教，后担任副校长等职。
1955年被评为中国科学院数理化学部委员（即中国科学院院士）。1960年担任福州大学副校长和中国科学院福建物质结构研究所所长、并兼福建省科委副主任、中国科学院福建分院副院长等职。“文革”中，和许多知名学者一样，被打成“资产阶级学术权威”、扫进“牛棚”、挂牌挨批陪斗，被勒令打扫厕所、写自白。所幸周恩来打电话让福州军区领导出面，“立即解放、安排工作”才獲釋。1973年，在国际上率先提出固氮酶活性中心网兜模型，之后又提出过渡金属原子簇化合物“自兜”合成中的 “元件组装”设想等问题，在化学模拟生物固氮等领域的研究中做出了贡献。
1978年，以「台湾省代表团」团长的身份参加全国科学大会。1979年被授予全国劳动模范称号。1981年出任中国科学院院长。1984年当选欧洲科学文艺文法学院名誉院士。1985年当选为第三世界科学院院士，并曾任第三世界科学院理事会理事、副院长等职。1986年6月，中国科学技术协会第三次全国代表大会在北京召开，选举产生第三届全国委员会。6月28日，第三届全国委员会第一次会议召开，推举其担任副主席。
1987年卸任中国科学院院长，担任中国科学院特邀顾问、主席团名誉主席等职；同年，获伦敦城市大学名誉科学博士学位，获比利时皇家科学院外籍院士称号。1995年5月，中国科学技术协会第四次代表大会召开，并选举产生第四届全国委员会。5月27日，第四届全国委员会第一次会议召开，其被选为荣誉委员。
2001年6月4日在福建福州病逝，享年85岁。

## 社会兼职
曾任中国化学会理事长、中国科学技术协会副主席、第八届全国人大常委会副委员长、第七、九届全国政协副主席、中国农工民主党中央委员会主席、名誉主席、中国和平统一促进会会长、欧美同学会会长等职。

## 荣誉
1999年，获何梁何利科学技术进步奖。

## 家族
- 盧嘉錫博士 （原中國科學院院長）
  - 長子盧嵩岳：厦门三优光电股份有限公司（新三板831055）董事。1937年生。1964年12月毕业于西安军事电信工程学院无线电通信专业。1983年4月至1992年8月任海军司令部通讯部驻6971厂总军代表。1990年10月至1996年4月任隶属于中国新兴（集团）总公司的中国嵩海实业总公司总经理。1994年4月任大连嵩源木业有限公司董事。1996年5月至2002年任厦门三优实业有限公司董事长。2007年3月任厦门嵩源科技有限公司执行董事。
  - 次子盧咸池（原北京大學黨委統戰部部長，全國台聯副會長）
  - 三子盧象乾（香港建懋國際有限公司（0108.HK）前董事會主席）
  - 長女盧葛覃（中科院福建物構所所長助理）
  - 么女盧紫蓴（現定居美國費城）